# 戚昂
戚昂（1434年—？），字時望，浙江金華府金華縣人，明朝政治人物。成化進士。官至貴州副使。

## 生平
早年出身國子生，成化四年（1468年）戊子科浙江鄉試第十六名舉人。成化十一年（1475年）參加乙未科會試第一百六十二名，殿試登進士第三甲第二百零一名。授大理寺右評事，弘治七年八月由湖廣佥事升貴州按察司副使。

## 家族
曾祖父戚文禮。祖父戚虎，曾任教諭。父亲戚天霖。
子戚雄，正德六年（1511年）登辛未科进士，居第三甲第一百四十五名，官至南京监察御史。